# عبد العزيز الحميد
عبد العزيز سعود الحميد (مواليد 17 فبراير 2000) هو لاعب كرة قدم سعودي يلعب في نادي سميراء.

## مسيرة اللاعب
لعب في نادي الجبلين ونادي اللواء ونادي الزلفي ونادي الغوطة ونادي سميراء.